# Asander Filokajsar Filoromajos
Asander Filokajsar Filoromajos (gr.: Άσανδρoς Φιλοκαισαρ Φιλορώμαίος, Asandros Filokaisar Filorṓmaíos) (ur. 110, zm. 17 p.n.e.) – namiestnik króla Bosporu Farnakesa II, król Bosporu od 47 p.n.e. do swej śmierci.
Niewiele wiemy na temat jego rodziny oraz wczesnym życiu. Asander zaczął karierę polityczną i wojskową jako wódz Farnakesa II Filoromajosa, króla Bosporu i Pontu. Asander został namiestnikiem Bosporu w czasie wyprawy Farnakesa II do Pontu, przeciw rzymskiemu wodzowi Gnejuszowi Domicjuszowi Kalwinusowi. W 47 p.n.e. Asander wykorzystując okazję zbuntował się, sądząc że w ten sposób otrzyma Bospor od wdzięcznych Rzymian. Farnakes II po powrocie z Synopy i sformowaniu wojska ze Scytów i Sarmatów zajął Teodozję i Pantikapajon. Asander ponownie go atakując, pokonał jeźdźców wroga, którzy nie mając koni musieli walczyć pieszo. Farnakes walczył z wielką odwagą, aż został zraniony i zabity. Gajusz Juliusz Cezar postanowił w tej sytuacji przekazać królestwo bosporańskie Mitrydatesowi z Pergamonu, za jego zasługi w Aleksandrii, wraz z zadaniem usunięcia stamtąd Asandra. Misja bosporańska Mitrydatesa się nie udała, bowiem później zginął w walce z Asandrem.
Asander pokonawszy w walce Farnakesa II, objął po nim rządy nad Bosporem. Aby umocnić się na tronie, poślubił jego córkę Dynamis Filoromajos, wnuczkę Mitrydatesa VI Eupatora Dionizosa. Został jednak w końcu uznany przez Oktawiana, przyszłego cesarza rzymskiego. Rządził Bosporem razem z żoną do swej śmierci.
W czasie jego panowania, według zapisu greckiego geografa Strabona, Asander zbudował szeroki mur albo kanał, który był 360 stadiów długości poprzez Przesmyk Krymski (ob. Przesmyk Perekopski). Celem zbudowanego muru była ochrona półwyspu przed koczownikami.
Asander panował jako silny król Bosporu, chociaż czasami, w czasie swego panowania doświadczył bardzo niespokojnych czasów. W 17 p.n.e. zmarł z rozpaczy w wieku 93 lat w wyniku dobrowolnego głodu. Był bowiem świadkiem opuszczenia swego wojska na rzecz rzymskiego uzurpatora Skryboniusza, który podawał się za krewnego Dynamis Filoromajos oraz zgłaszał pretensje do tronu bosporańskiego.
Dynamis Filoromajos, wdowa po Asandrze, była zmuszona poślubić Skryboniusza. Rzymski mąż stanu i przyjaciel cesarza Augusta Marek Wipsaniusz Agryppa, po odkryciu jego oszustw uznał go za zdrajcę oraz skazał na śmierć. Postanowił zainterweniować w tej trudnej sytuacji, wyznaczając króla Pontu Polemona I Pytodorosa jako nowego króla Bosporu. Dynamis i Polemon wzięli ślub w 15 p.n.e. Małżeństwo ich nie trwało jednak długo, bowiem Dynamis zmarła w 14 p.n.e. Polemon panował w Bosporze aż do swej śmierci w 8 p.n.e. Wówczas Tyberiusz Juliusz Aspurgos Filoromajos, jedyny syn Asandra i Dynamis Filoromajos, nastąpił po swym ojczymie na tronie królestwa bosporańskiego.
Zdaniem niektórych badaczy król Asander zanim pojął za żonę Dynamis, był już związany z Glykareją (gr. Γλυκάρεια, Glykáreia). Pierwsza jego żona jest znana z jednej inskrypcji w języku greckim: [Άσ]άνδρου Γλυκάρεια δάμα[ρ]… (Glykareja, żona Asandrosa…).